# Bittere boleet
De bittere boleet (Tylopilus felleus, synoniem: Boletus felleus) is een schimmel uit de familie Boletaceae. De bittere boleet is ongeveer 8 tot 15 cm hoog. 

## Kenmerken

### Uiterlijke kenmerken
Hoed
De hoed heeft een diameter van 5 tot 15 cm. De kleur is kastanjebruin tot roodachtig bruin. De vorm is eerst gewelfd, maar zet later uit en wordt vlakker met een onregelmatig golvende rand. Het oppervlak van de hoed is fijn viltig als het jong is, bijna glad als het oud is, droog of slechts licht vettig als het vochtig is bij oudere vruchtlichamen.
Poriën
De poriën en buisjes zijn wit als ze jong zijn en worden roze tot vuilroze naarmate ze ouder worden naarmate het vruchtlichaam rijpt. De roze tint van de poriën wordt intenser wanneer de poriën worden ingedrukt. Maar als ze jong zijn, als de poriën nog wit zijn, verkleuren ze niet als er druk op wordt uitgeoefend.
Steel
De steel meet 50–150 × 10–50 mm en is cilindrisch-clavaat met een verdikte basis. Het oppervlak van de steel is typisch geelachtig okerbruin en heeft alleen een helder, bleek alleen aan het uiteinde van de steel, anders donker, vuil okerbruin tot donkerbruin netwerk. Het basale mycelium is wit.
Als uniek kenmerk heeft de bittere boleet een duidelijke, donkerbruine nettekening over het hele oppervlak van de buikig verdikte, lichtbruine steel.
Geur en smaak
Deze boleet is niet eetbaar, heeft een onaangename geur en dankt zijn naam aan de zeer bittere smaak van het roomkleurige vlees.

### Microscopische kenmerken
De sporen zijn boletoïde, dwz spoelvormig met duidelijke suprahilaire depressie, en meten 12–16(–18) × 4–5(–6) µm. De hoedhuid is een trichoderm van (2-)3-9 µm brede hyfen. De cheilocystidia zijn spoelvormig tot bolvormig en meten 18-30 × 9-11 µm. De pleurocystidia zijn groter, 40-70 × 7-11 µm en spoelvormig tot priemvormig. De hymeniale cystidia vertonen gedeeltelijk een gelige inhoud en zijn typisch dextrinoïde.

## Gelijkende soorten
Jonge vruchtlichamen worden beschouwd als klassieke verdubbelingen van het gewoon eekhoorntjesbrood (Boletus edulis), omdat deze ook witte buizen en poriën hebben als ze jong zijn. De bittere boleet heeft echter een donker netpatroon op de meestal okergele steel, terwijl B. edulis een wit steelnet heeft, vooral aan het bovenste uiteinde van de steel. Bovendien worden de buizen van de bittere boleet met de tijd viesroze, terwijl die van de eekhoorntjesbrood olijfgroen worden. Het vruchtvlees van de bittere boleet smaakt bitter, terwijl dat van de eekhoorntjesbrood mild is. Op het uiterlijk kun je tijdens de bereiding bittere boleten herkennen aan het vruchtvlees, dat bij verhitting een beetje roze kleurt, terwijl het vruchtvlees van het eekhoorntjesbrood wit blijft.

## Ecologie
De bittere boleet groeit het liefst op zure zandgrond en leemgrond in naaldbossen, maar ook in loofbossen. 

## Verspreiding
De bittere boleet is echter zeer zeldzaam en zelfs bedreigd. In Midden-Europa is hij echter op bepaalde plaatsen talrijk aanwezig (bijvoorbeeld in het Bohemer Woud). In Nederland komt hij algemeen voor. Hij staat op de rode lijst in de categorie 'kwetsbaar'.